# Assindustria Sport
L'Assindustria Sport, fino al 2020 Assindustria Sport Padova, è una società sportiva di atletica leggera di Padova, fondata nel 1971.

## Storia
La prima promozione dell'Assindustria Sport Padova nella serie A è avvenuta nel 1990, per la squadra maschile, e nel 1999 per quella femminile. Nel 2008 a Lodi la squadra maschile conquista lo scudetto, nella prima finale Oro con la nuova formula (esclusi i sodalizi militari). Arriveranno anche due bronzi, della formazione maschile e femminile, entrambi nella finale 2009 a Caorle.

## Atleti più rappresentativi
Nell'elenco che segue i principali atleti che rappresentano, o hanno rappresentato in passato, la società padovana:
- Giovanni Evangelisti, salto in lungo.
- Ruggero Pertile, mezzofondo e maratona.
- Sonia Vigati, velocità.
- Giovanna Volpato, mezzofondo e maratona.

Va detto che gli atleti in forza alla società padovana possono comunque essere tesserati per un gruppo sportivo militare, in virtù del nuovo regolamento FIDAL.